# Miagrammopes poonaensis
Espèce
Miagrammopes poonaensis est une espèce d'araignées aranéomorphes de la famille des Uloboridae.

## Distribution
Cette espèce est endémique du Maharashtra en Inde,. Elle se rencontre vers Pune.

## Description
La femelle holotype mesure 2,40 mm

## Étymologie
Son nom d'espèce, composé de poona et du suffixe latin -ensis, « qui vit dans, qui habite », lui a été donné en référence au lieu de sa découverte, Poona.

## Publication originale
- Tikader, 1971 : Descriptions of some little known spiders from India of the genus Miagrammopes Cambridge (Uloboridae). Journal of the Asiatic Society of Bengal, vol. 213, p. 172-177.